# Juanele
Juan Castaño Quirós (Gijón, Asturias, 10 de abril de 1971), conocido deportivamente como Juanele, es un exfutbolista español que jugaba como delantero. Desarrolló la mayor parte de su carrera deportiva en equipos de Primera División, como el Real Sporting de Gijón, el C. D. Tenerife y el Real Zaragoza. Además, fue internacional con la selección española e integró el combinado nacional que disputó la Copa Mundial de Fútbol de 1994.

## Trayectoria
Formado en el Veriña Club de Fútbol hasta categoría juvenil, se incorporó a la plantilla del Sporting Atlético en la temporada 1989-90. El 13 de diciembre de 1990 jugó su primer partido con el Real Sporting de Gijón en la Copa del Rey ante la Cultural de Durango. A partir de la temporada 1991-92 quedó incorporado definitivamente a la plantilla del primer equipo y su debut en Primera División tuvo lugar el 1 de septiembre de 1991 en un partido disputado ante el Real Valladolid C. F. en el estadio José Zorrilla. El día 18 del mismo mes, también consiguió debutar en la Copa de la UEFA ante el Partizán de Belgrado. En total, Juanele militó en el Sporting durante tres temporadas en las que jugó noventa y un partidos de Liga, y anotó dieciocho goles.
En junio de 1994 se concretó su traspaso al C. D. Tenerife para las siguientes cinco campañas, en las que llegó a marcar veintisiete tantos en 151 encuentros de Primera División. Además, participó por segunda vez en la Copa de la UEFA en la campaña 1996-97, competición en la que destacaron sus actuaciones en el partido de vuelta de los dieciseisavos de final, ante la S. S. Lazio, con dos tantos que contribuyeron a la victoria del Tenerife por 5-3; y también en el segundo partido de los cuartos de final, contra el Feyenoord Rotterdam, en el que consiguió otro doblete que ayudó al equipo a clasificarse para las semifinales tras vencer por 2-4. Al finalizar la temporada 1998-99 el conjunto canario descendió a Segunda División y Juanele fichó por el Real Zaragoza.
En su primera campaña con el equipo maño, la 1999-2000, anotó nueve goles en treinta y cuatro partidos, y el Zaragoza finalizó la Liga en cuarto puesto. En la temporada 2000-01, además de participar por tercera vez en la Copa de la UEFA, conquistó su primer título de la Copa del Rey tras vencer en la final al R. C. Celta de Vigo, partido que jugó como titular. En el curso 2001-02, sufrió su segundo descenso a la categoría de plata, aunque el Zaragoza recuperó su plaza en Primera División un año después. La campaña 2003-04 fue la última que disputó con el conjunto aragonés, aunque su participación se vio reducida a seis encuentros de Liga. A pesar de ello, añadió la segunda Copa del Rey a su palmarés al derrotar al Real Madrid C. F. en una final en la que jugó la prórroga.
En el verano de 2004, fichó por el Terrassa F. C., de Segunda División, donde militó durante la temporada 2004-05. A continuación, regresó a Asturias para jugar en el Real Avilés Industrial C. F. de Tercera División en la campaña 2005-06, en la S. D. Atlético Camocha de Regional Preferente en la 2006-07 y, por último, en el C. D. Roces de Primera Regional.

## Selección nacional
Debutó con la selección española en un partido amistoso contra Portugal celebrado en Vigo el 19 de enero de 1994, en el que también anotó su primer gol como internacional. Posteriormente, integró la lista de convocados para disputar la fase final del Mundial de Estados Unidos 1994, aunque no llegó a participar en ningún partido. En total, vistió la camiseta nacional en cinco ocasiones, en las que anotó dos goles.

### Participaciones en Copas del Mundo
| Mundial                        | Sede           | Resultado        |
| ------------------------------ | -------------- | ---------------- |
| Copa Mundial de Fútbol de 1994 | Estados Unidos | Cuartos de final |

## Clubes
| Club                         | País   | Año       |
| ---------------------------- | ------ | --------- |
| Sporting Atlético            | España | 1989-1991 |
| Real Sporting de Gijón       | España | 1991-1994 |
| C. D. Tenerife               | España | 1994-1999 |
| Real Zaragoza                | España | 1999-2004 |
| Terrassa F. C.               | España | 2004-2005 |
| Real Avilés Industrial C. F. | España | 2005-2006 |
| S. D. Atlético Camocha       | España | 2006-2007 |
| C. D. Roces                  | España | 2007      |

## Palmarés

### Campeonatos nacionales
| Título       | Club          | País   | Año  |
| ------------ | ------------- | ------ | ---- |
| Copa del Rey | Real Zaragoza | España | 2001 |
| Copa del Rey | Real Zaragoza | España | 2004 |

## Vida personal
Padre de una hija, está divorciado de su madre. Dejó el fútbol a los 38 por un trastorno bipolar
En febrero de 2024 presentó el libro "Mi verdad" en la que hace un repaso a su vida con especial atención a la parte extradeportiva tras detectársele un trastorno bipolar.